# 姫路公園
姫路公園（ひめじこうえん）は、姫路市にある都市公園（総合公園）である。
姫路城のかつての中曲輪以内に相当する特別史跡 (107.8ha)内の68.1haに公園が整備されている。日本の歴史公園100選の1つに選ばれている。

## 概要
明治維新後、中曲輪にあった武家屋敷などは大日本帝国陸軍の施設に建て替えられ第10師団司令部・歩兵第10連隊・歩兵第39連隊などが置かれる。1912年（大正元年）、天守などの城郭建造物と軍用地以外の土地建物が陸軍省から姫路市へ無償貸下され、天守など城郭建造物と天守北部にあたる北勢隠曲輪や喜斎門内など内曲輪の北側区域が姫山公園として一般公開が始まった。1945年（昭和20年）、姫路空襲で軍施設や市街地は大きな被害を受け、姫路城も爆撃されたものの不発弾となり焼失を免れた。
1976年（昭和51年）から姫路公園整備計画が行われ城北の姫山住宅跡地が公園に整備され野外ステージなどが建てられるなど戦後の復興や市の都市計画に基づき道路や公園が整備され、現在ではお城まつりや姫路ゆかたまつりなどの祭り、市の行事、ライヴなどの各種イベントの会場の他、市民や観光客の憩いの場としても利用されている。

## 施設

### 公園施設
- 大手前公園 - 城南部。旧城南練兵場。
- 家老屋敷跡公園 - 城南部。旧城南練兵場。元は酒井氏時代の筆頭家老・高須隼人の屋敷があった場所で、当時の大手筋が再現され、飲食店や土産物販売をする家老屋敷館（い・ろ・は・にの屋敷）が整備されている。家老屋敷館のシャッター（36箇所・全長134m）には『行軍横図 鉄砲洲警衛絵巻』（姫路市所蔵）が描かれている[4][5]。
- 東御屋敷跡公園 - 城東部の芝生公園。
- 城見台公園 - 城東部。旧姫路商工会議所、姫路東税務所跡地。北西部に大天守が見える「城見台」が設置されている。城見台は台形のコンクリート造で、11段の石段で四方から頂上に登れるようになっている。階段には宝殿産の黄竜石が用いられている。高さは1.65m、底部面積は294平方メートル、頂上部面積は121平方メートル(約63畳分)。鯱のレプリカが設置され姫路城十景に選ばれている。
- シロトピア記念公園 - 城北部。旧姫山練兵場。1989年（平成元年）、姫路市制100周年を記念して開かれた「姫路百祭シロトピア」の記念公園。芝生公園の他、野外ステージや扇観亭（休憩所）などが整備されている。

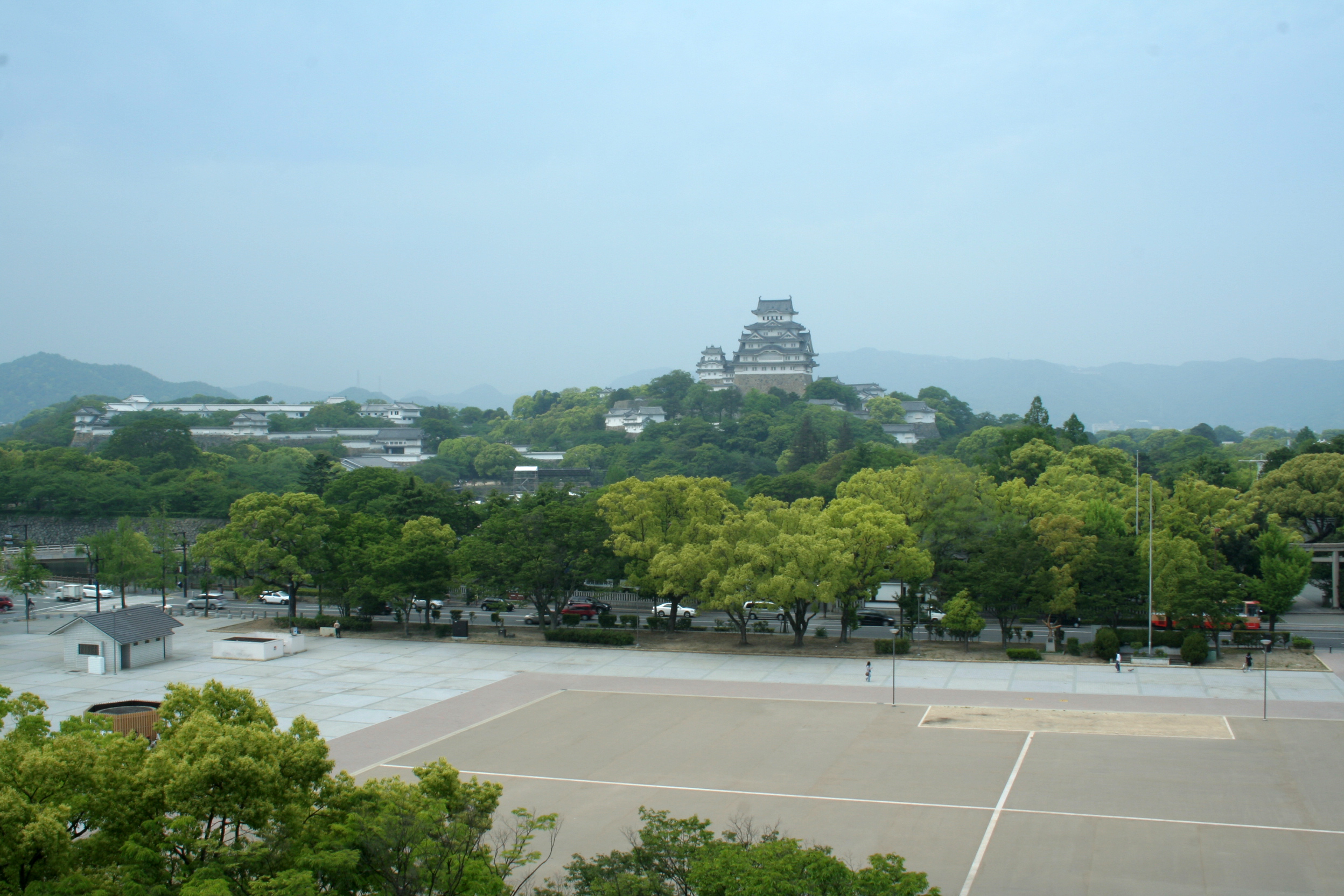
大手前公園
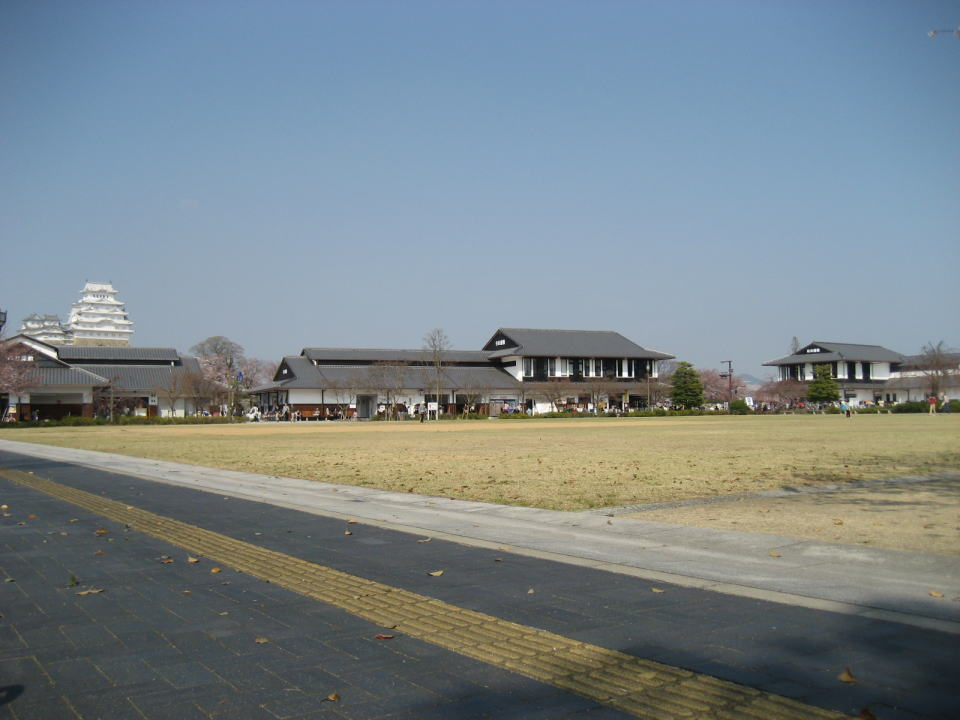
家老屋敷跡公園
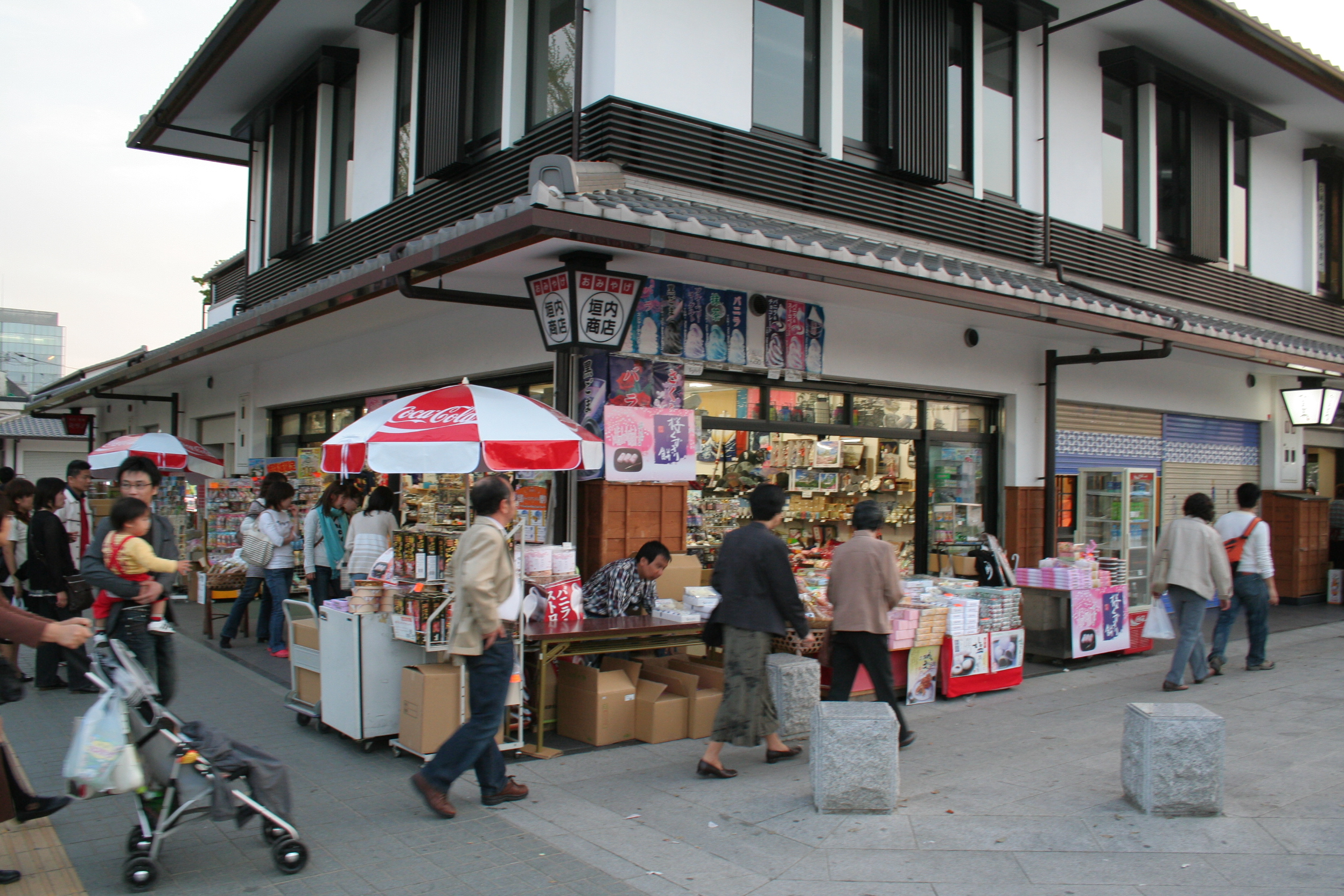
家老屋敷跡公園の売店
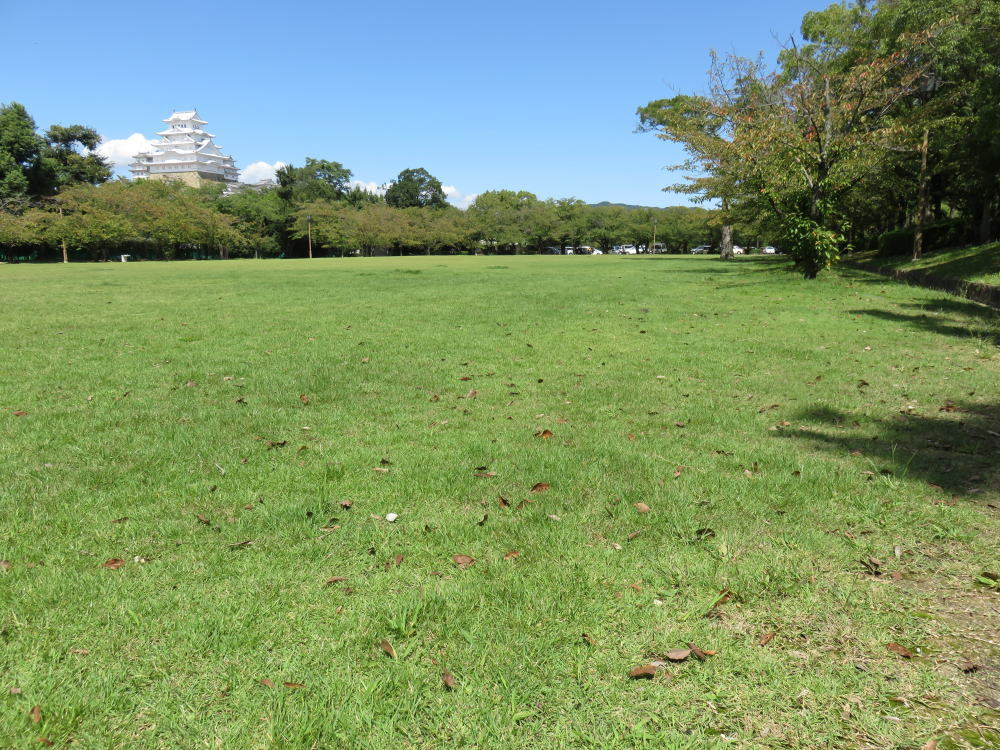
東御屋敷跡公園
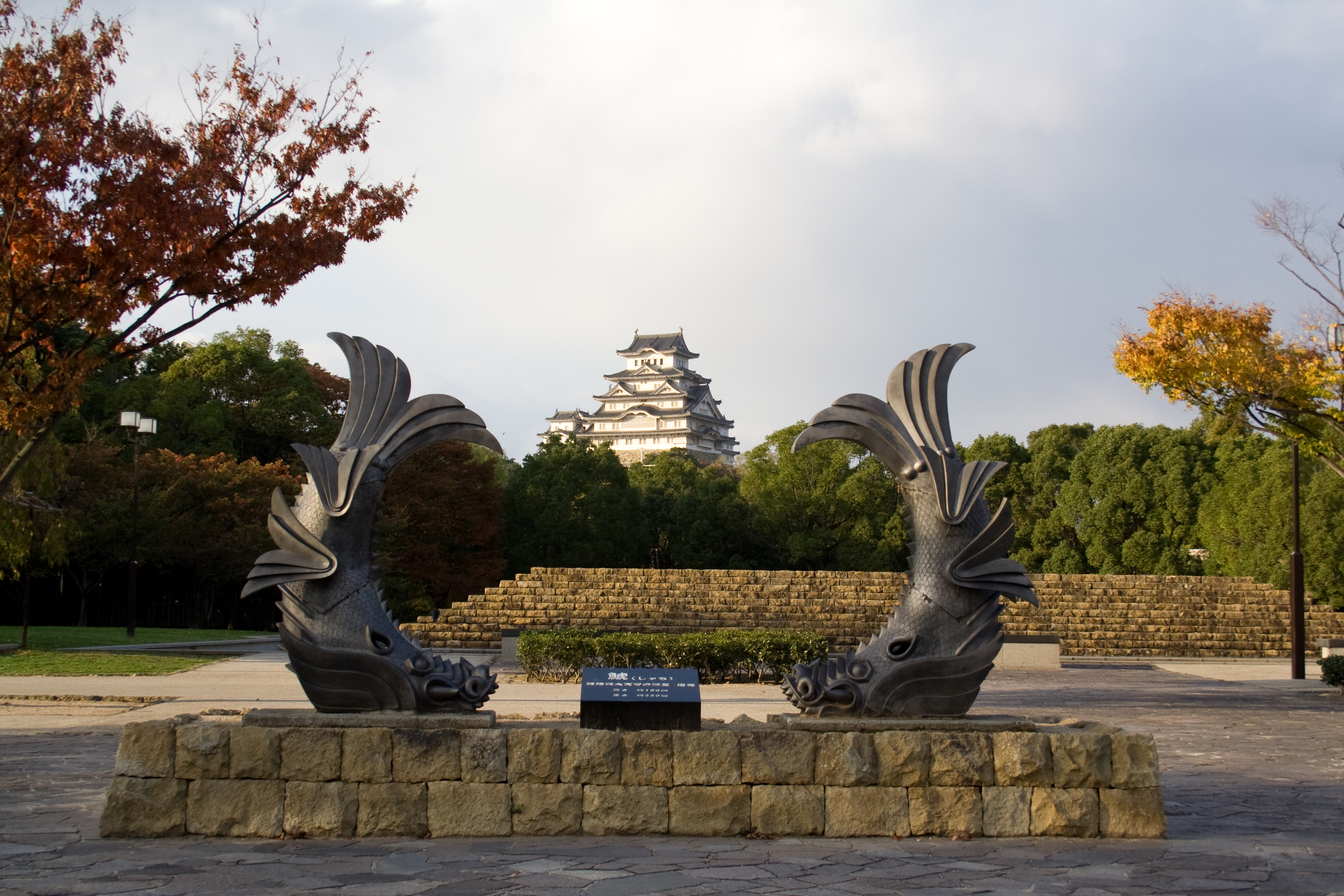
城見台公園
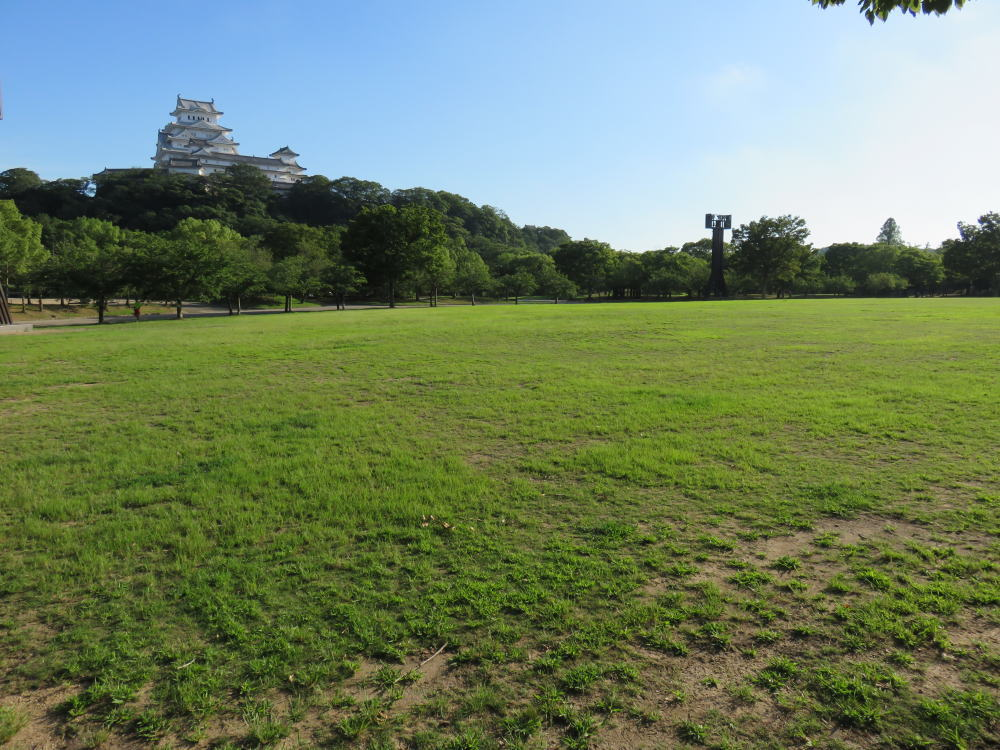
シロトピア記念公園
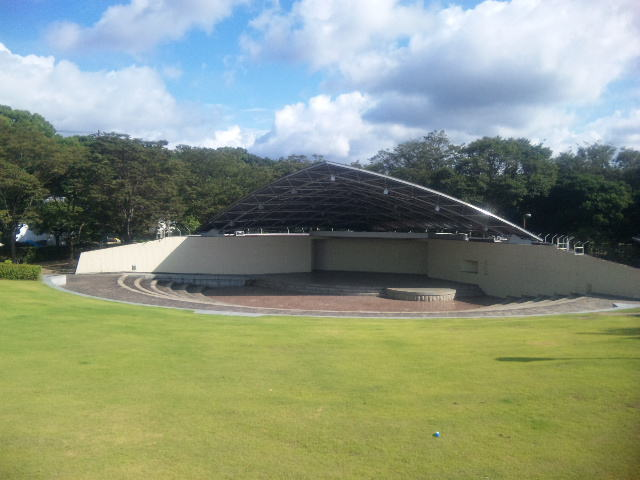
シロトピア記念公園の野外ステージ

### 旧跡
- 姫路城
  - 三の丸広場（屋敷跡や城内庭園跡）
  - 千姫ぼたん園（西三の丸の藩主御殿跡）
  - 中堀及び中堀沿いの城門跡（石垣・土塁）。
    - 千姫の小径 - 城西部中堀の散策路。

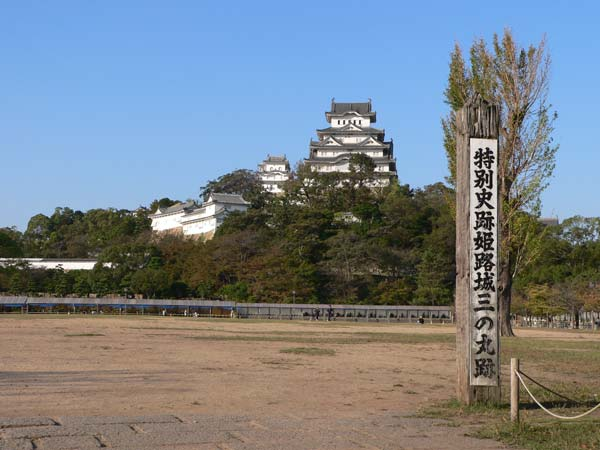
姫路城と三の丸広場
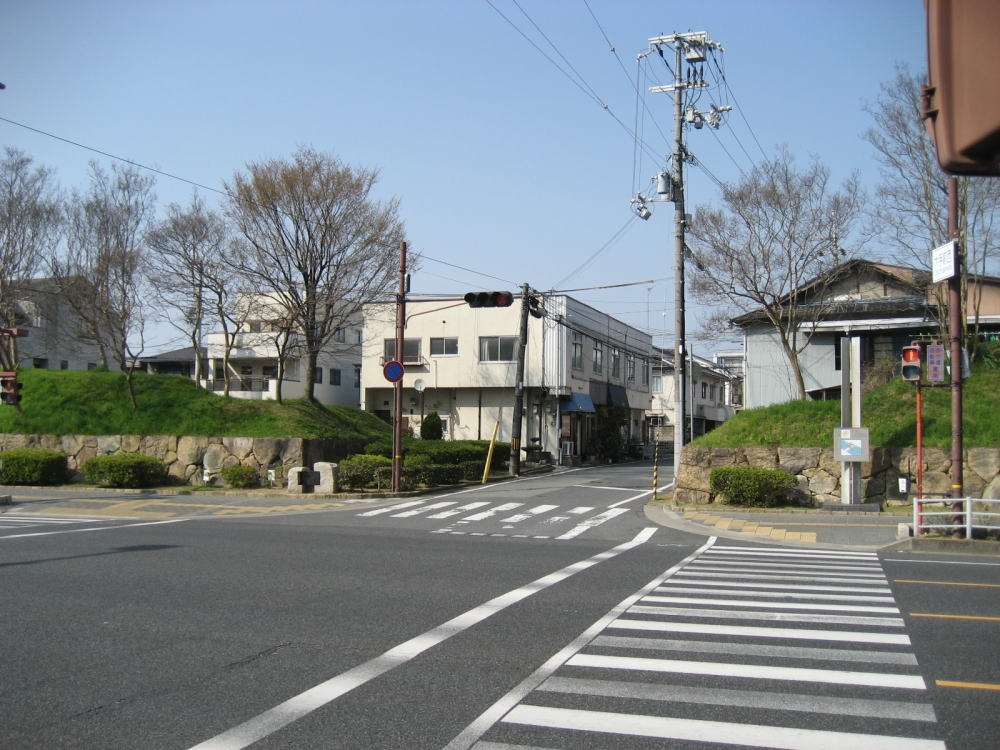
中堀にあった城門の1つ中ノ門跡
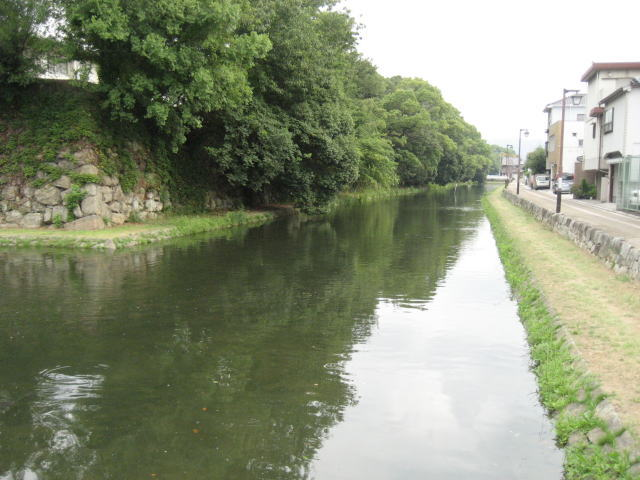
姫路城の東部中堀
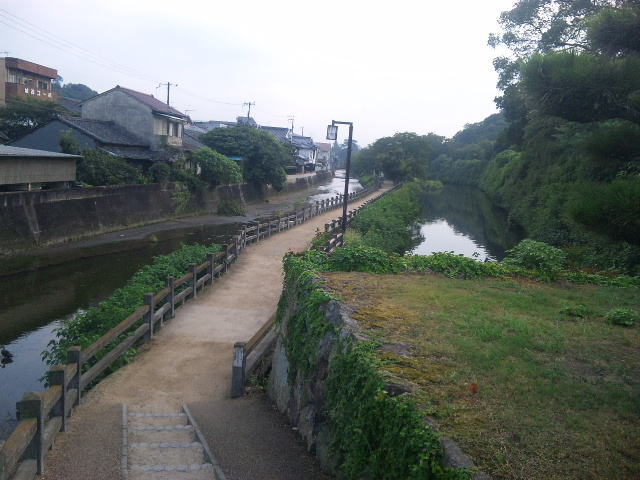
千姫の小径

### 神社仏閣

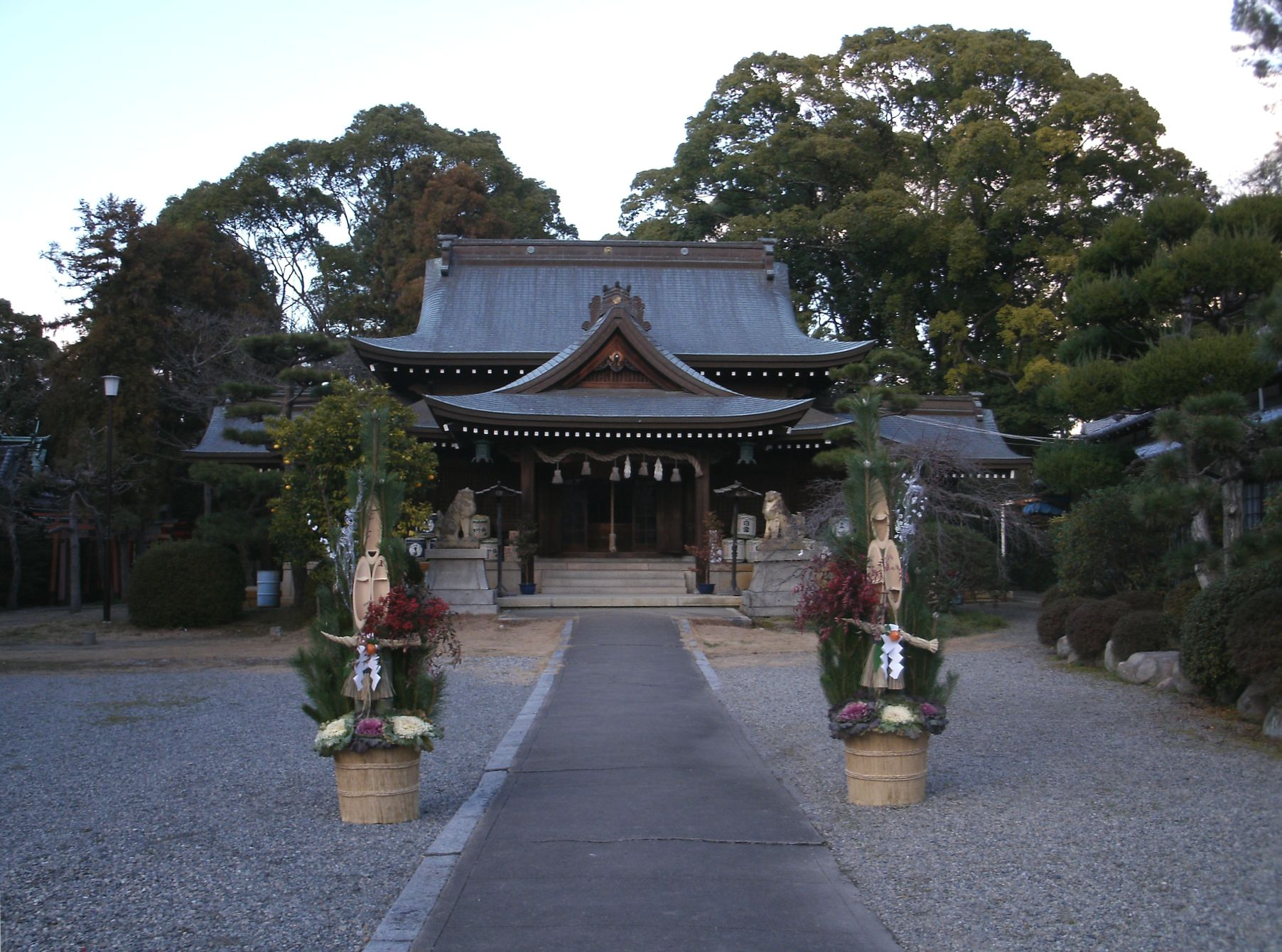
姫路神社
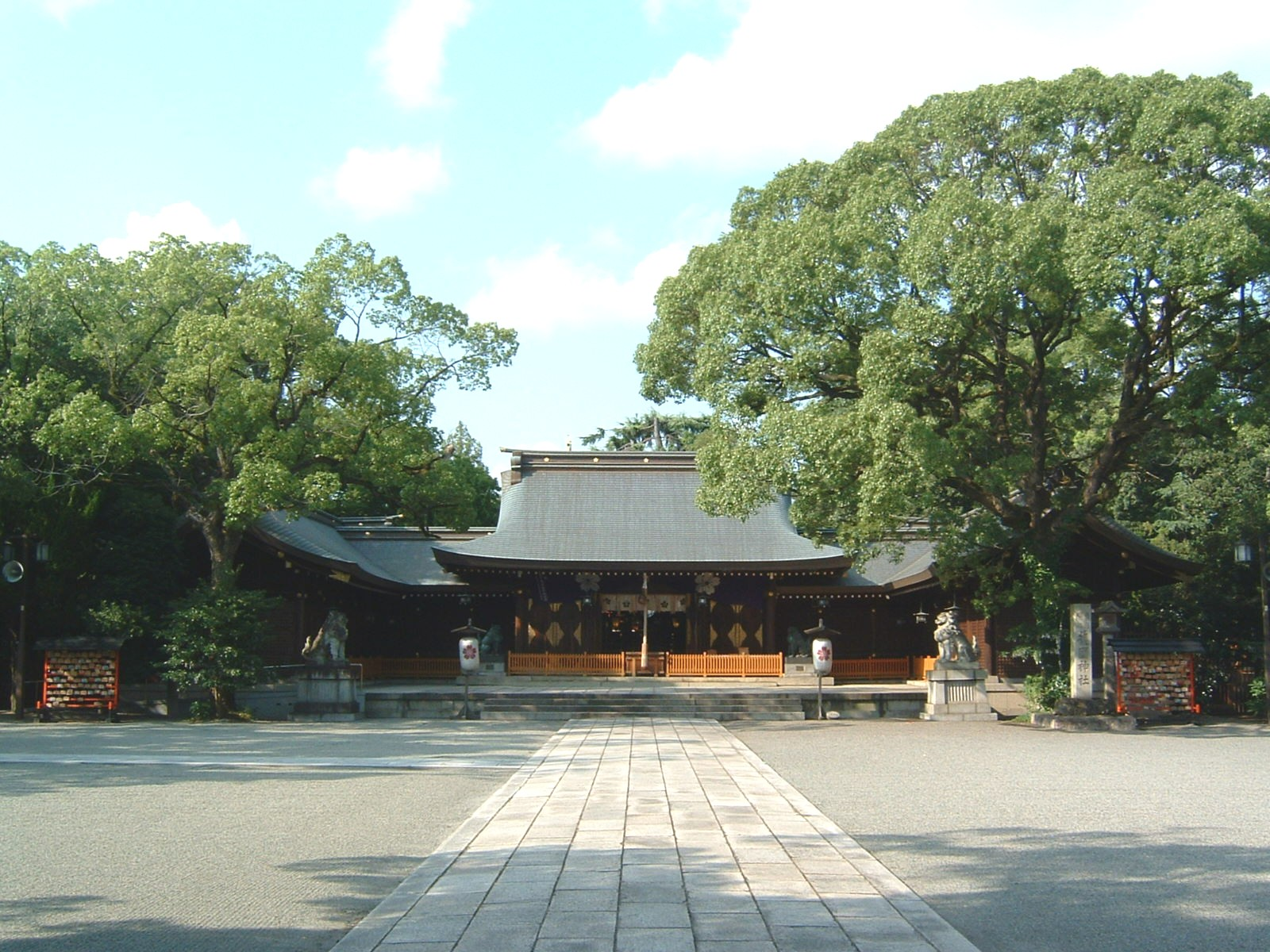
兵庫縣姫路護國神社

- 姫路神社
- 姫路護國神社

### 文化施設
- 好古園 - 西御屋敷跡に整備された庭園。
- 日本城郭研究センター - 姫路市立図書館（城内図書館）も併設。
- 兵庫県立歴史博物館
- 姫路市立美術館 - 元は陸軍の建物で、戦後に姫路市役所。
- 姫路市立動物園

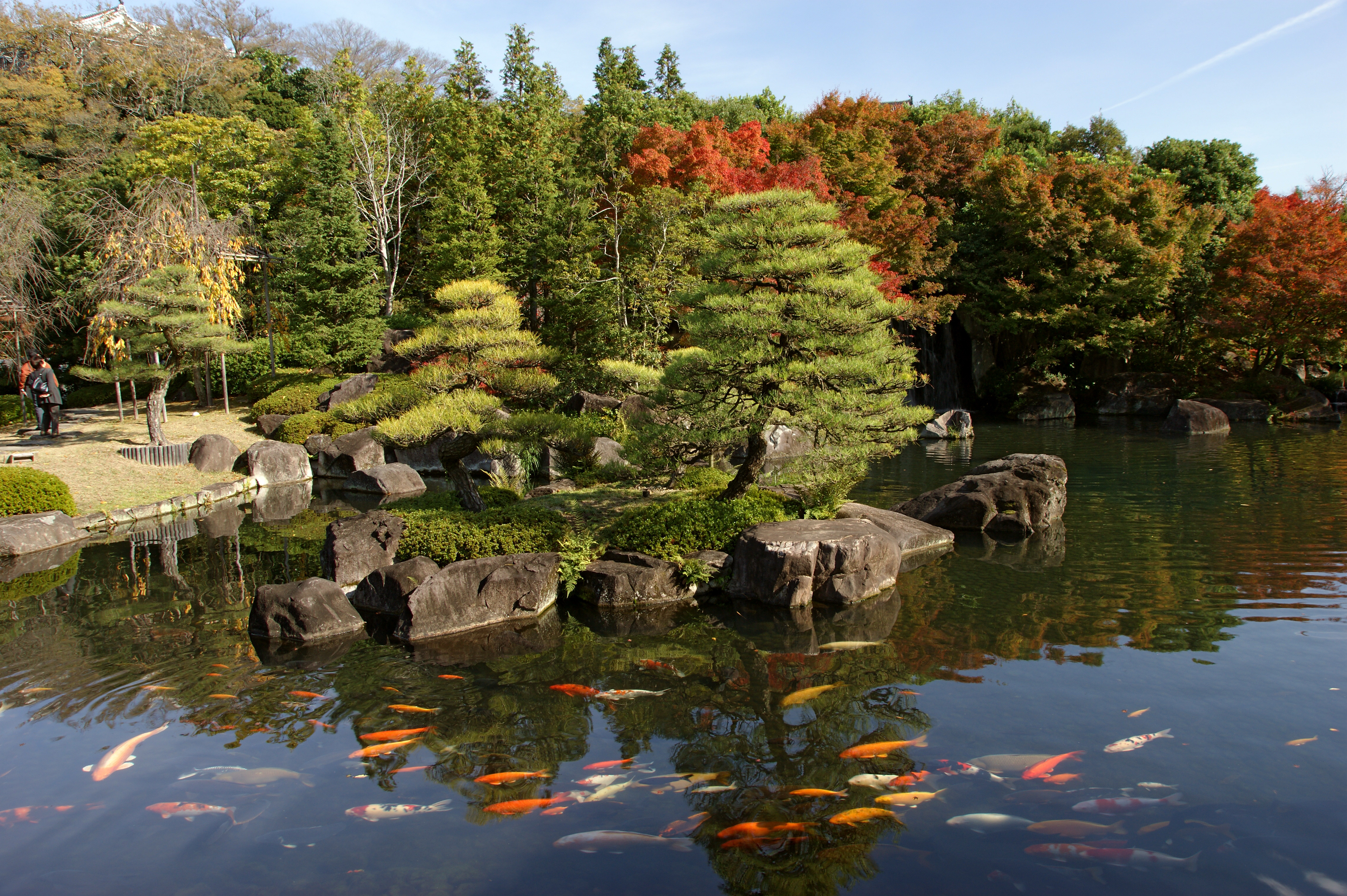
好古園
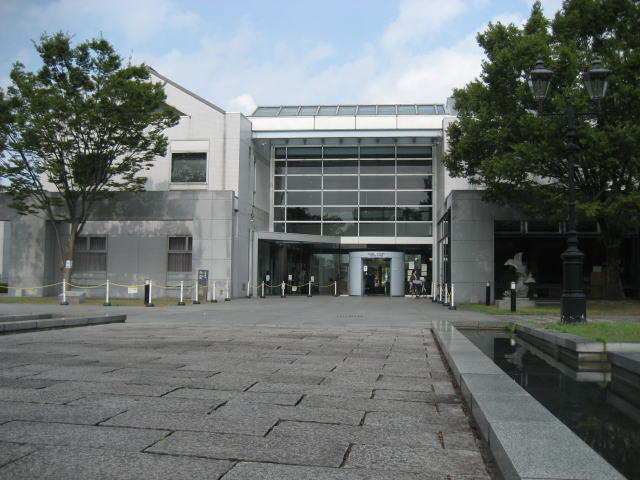
日本城郭研究センター
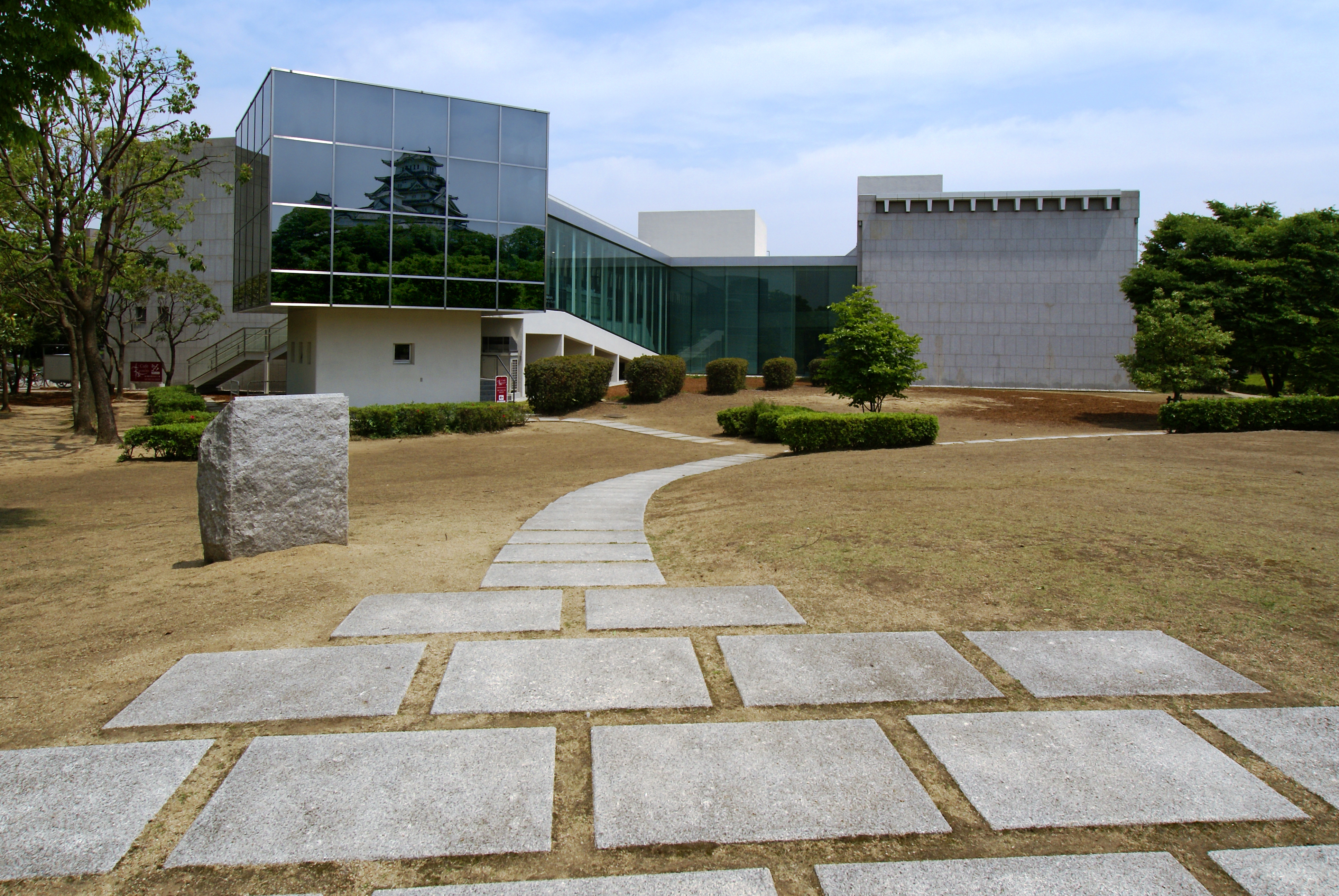
県立歴史博物館
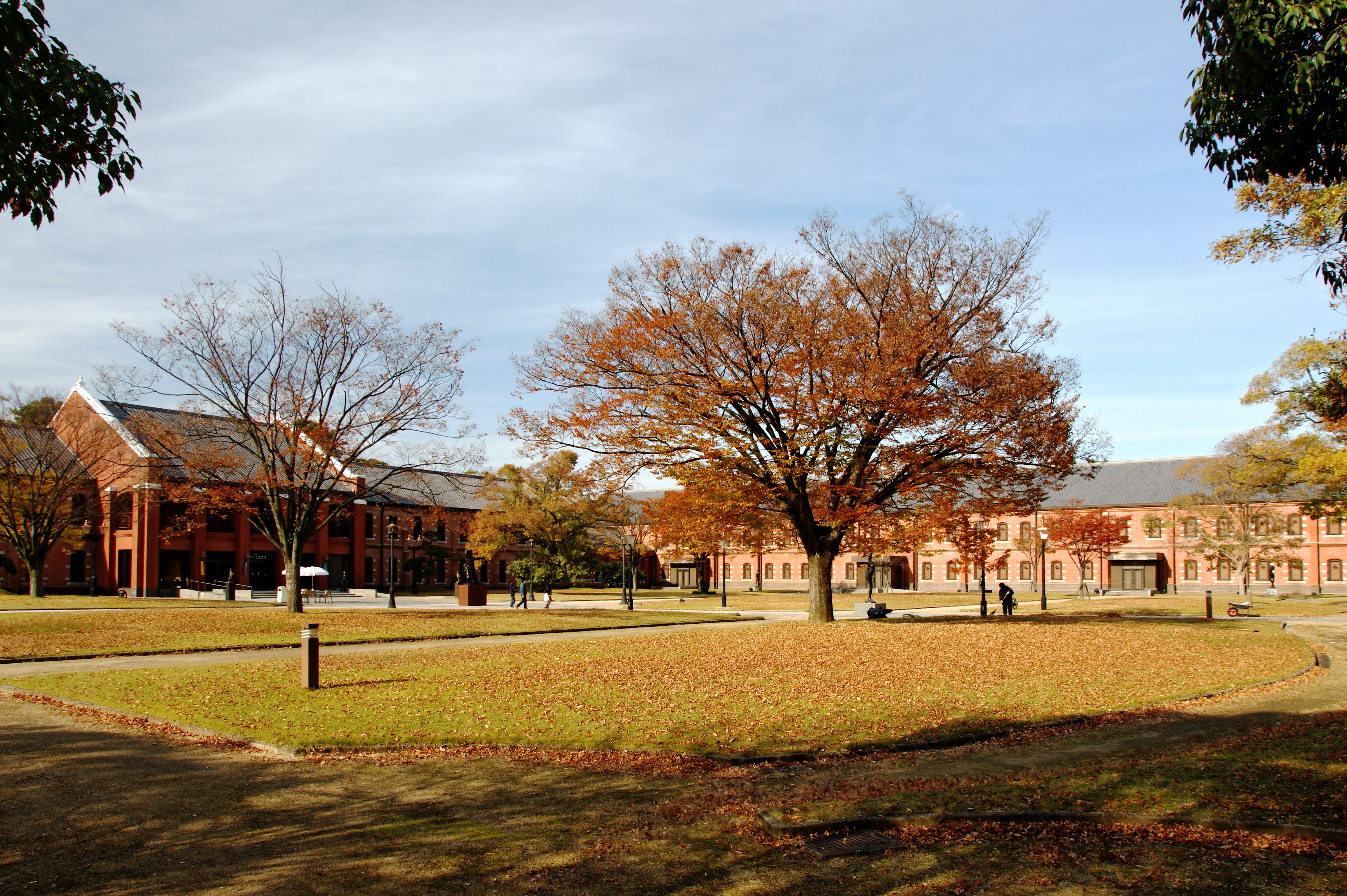
市立美術館
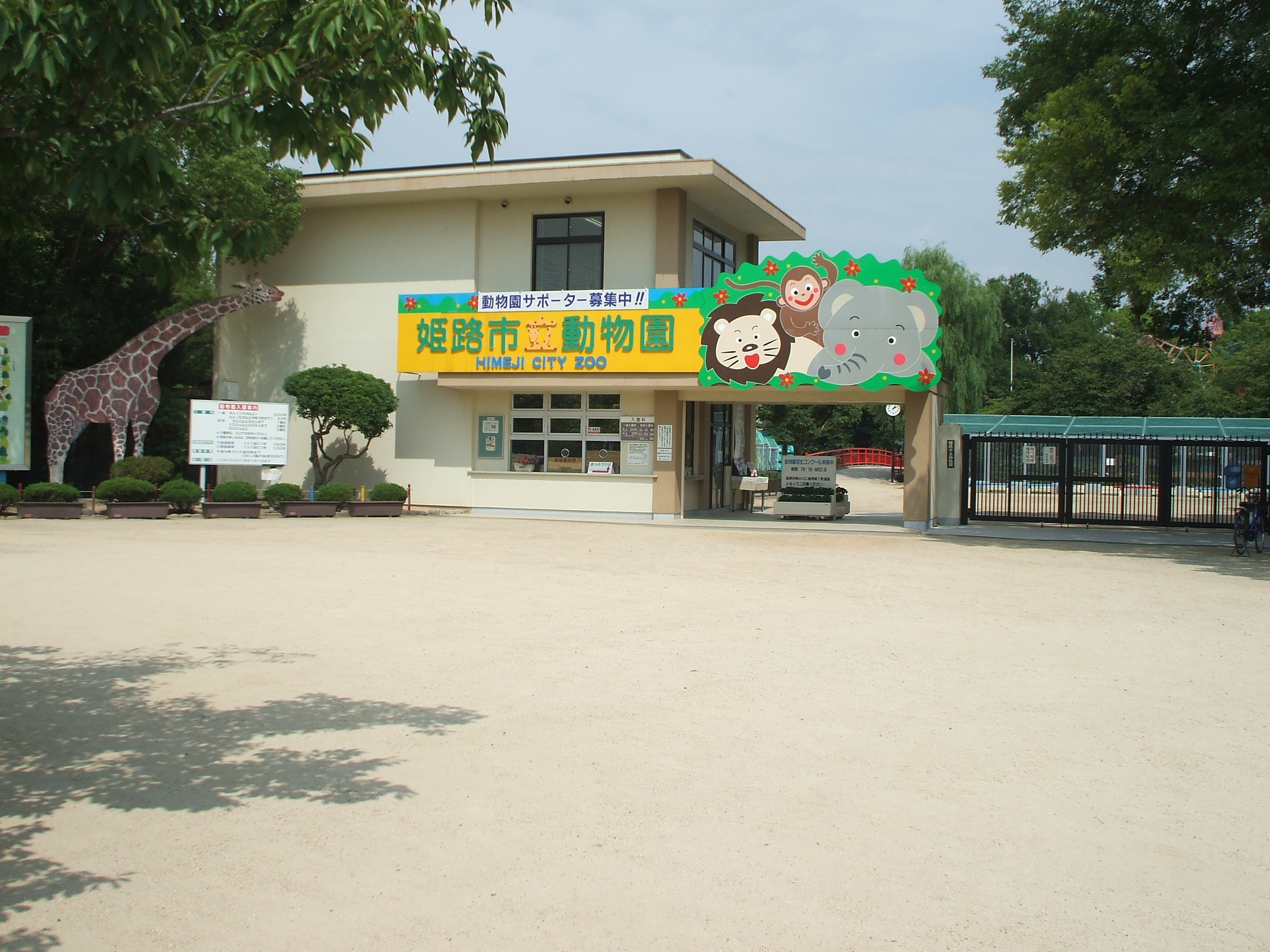
市立動物園

## 主な催し
- 1月 - 姫路城下町マラソン大会
- 2月 - 姫路城駅伝大会
- 4月 - 姫路城観桜会
- 6月 - ゆかたまつり
- 8月 - お城まつり

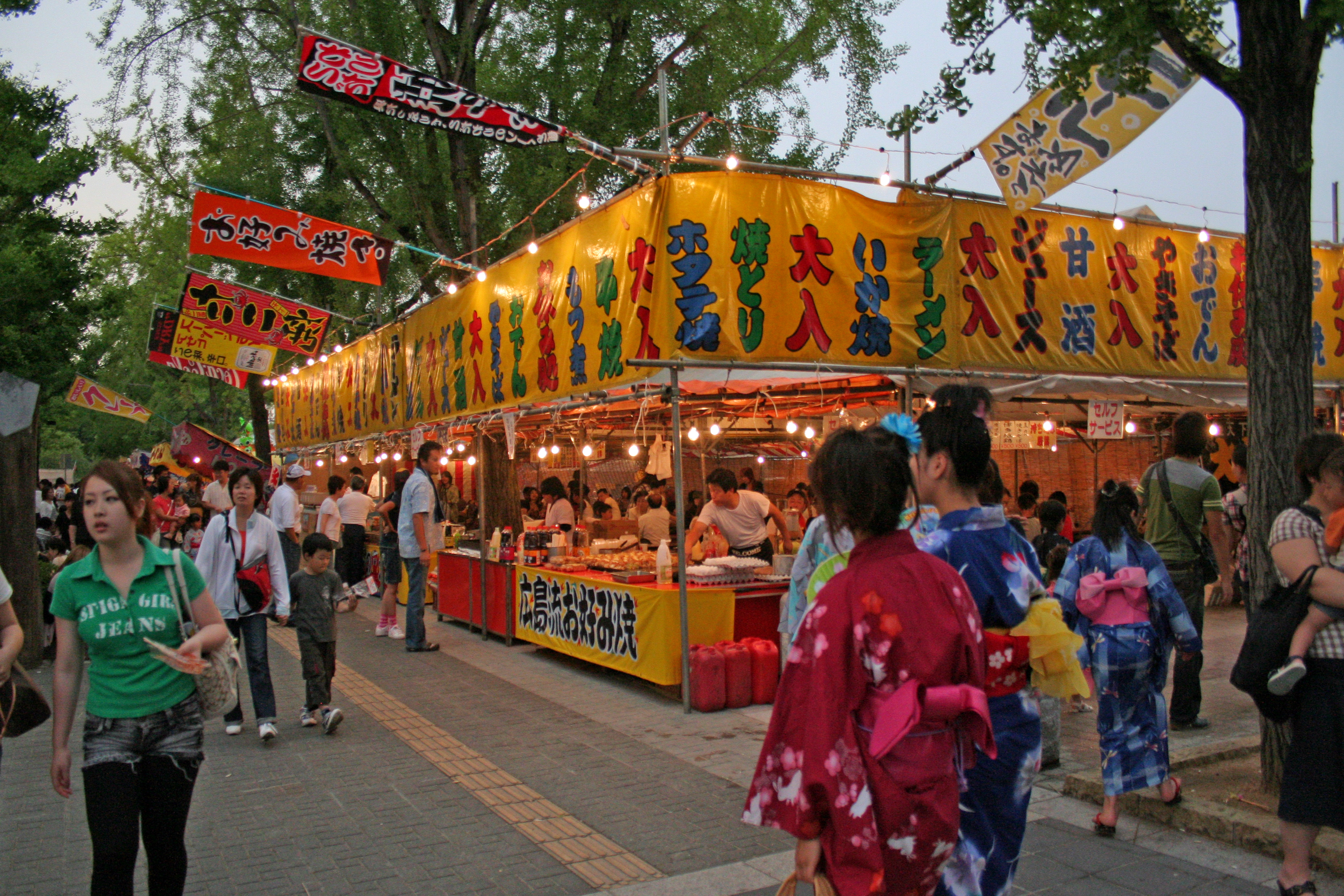
ゆかたまつり

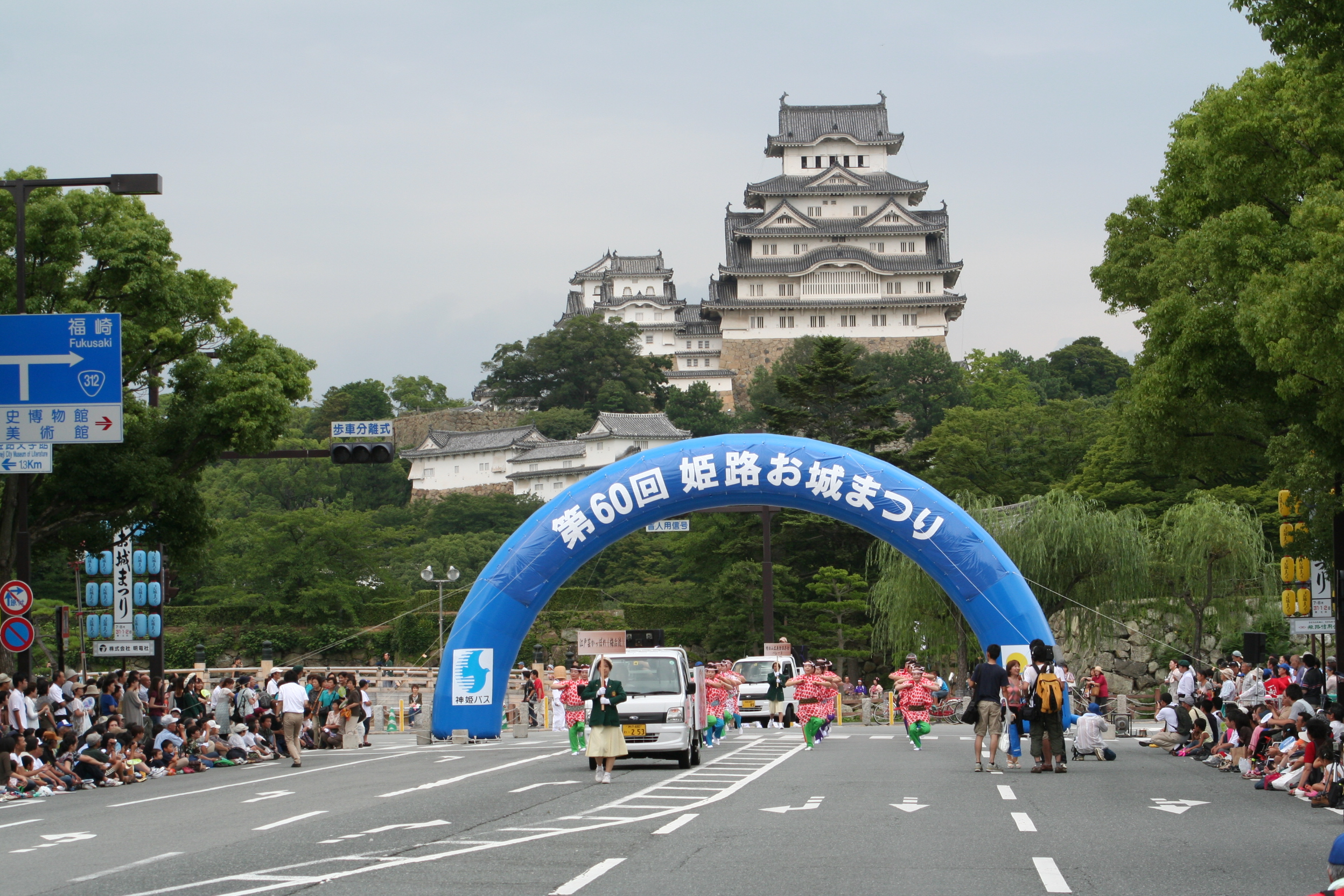
お城まつり

- 9月 - 姫路城観月会・ひめじ環境フェスティバル
- 10月 - 姫路大道芸ワールドフェスティバル

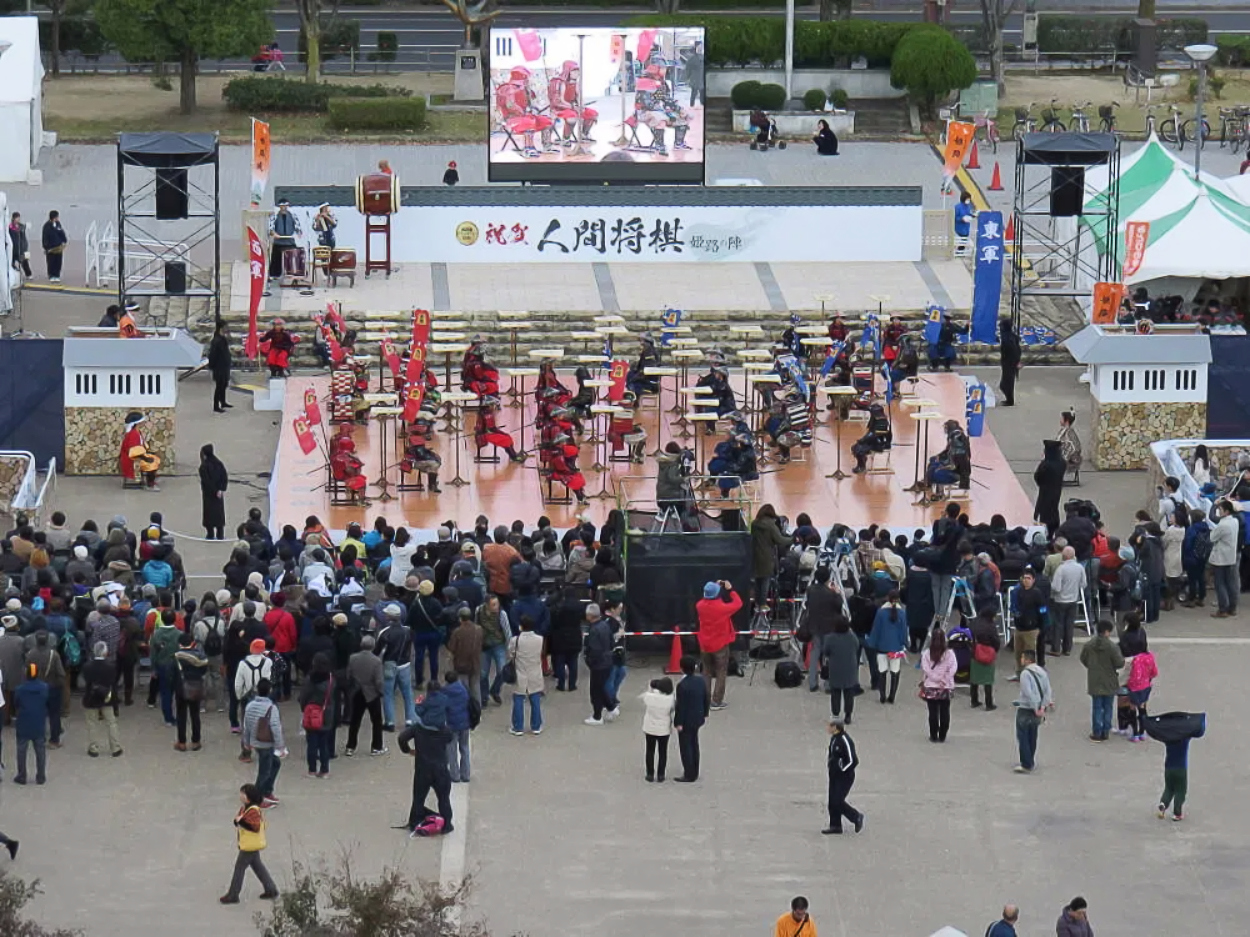
平成27年11月28日に行われた人間将棋。村田智穂　対　長谷川優貴。

- 11月 - 姫路城物語
- ひめじ手づくりてんこもり市

### 過去に行われた催し
- 1936年 - 国防と資源大博覧会
- 1966年 - 姫路大博覧会
- 1989年 - 姫路百祭シロトピア
- 2008年 - 全国菓子大博覧会
- 2011年 - B-1グランプリ（本大会と「近畿・中国・四国地方大会」）
- 2012年 - 姫路城応援フェスティバル
- 2014年1月12日から2015年1月10日：『軍師官兵衛』の「ひめじの黒田官兵衛 大河ドラマ館」家老屋敷跡公園。約61万人の入館者数を記録した[6][7]。

## 隣接・周辺施設

### 神社仏閣
- 播磨国総社（射楯兵主神社）
- 男山八幡宮・千姫天満宮（男山配水池公園）
- 長壁神社
- 景福寺
- 亀山本徳寺

### 公共施設
- 姫路東消防署
- 姫路医療センター
- 姫路郵便局

### 文化・商業施設
- 姫路市市民会館
- 姫路文学館
- イーグレひめじ
- ヤマトヤシキ
- 姫路フォーラス

### 学校
- 兵庫県立姫路東高等学校
- 淳心学院
- 賢明女子学院
- 兵庫県立姫路聴覚特別支援学校

## 交通機関
姫路駅・山陽姫路駅より徒歩10分。